# María Guadalupe Guzmán Tirado
María Guadalupe Guzmán Tirado (Cuba, 19 de enero de 1952) es una infectóloga especializada en virus arbóreos y una de las mayores exponentes de la ciencia cubana.
Su trabajo se centra en el estudio del dengue, aunque investigó también sobre la neuropatía epidémica, el zika, la influenza pandémica y, a partir de la Pandemia de COVID-19,  sobre el virus SARS-CoV-2.

## Trayectoria
De niña quería ser astrónoma y le apasionaba la investigación. En 1970, comenzó a estudiar matemáticas en la universidad, pero tras dos meses decidió que no era lo suyo. Así, en septiembre, optó por medicina que era la única alternativa que podía tomar dada la altura del año. Se formó en el  Instituto de Ciencias Básicas y Preclínicas “Victoria de Girón”. Una vez recibida, se especializó en virología.
Desde 1980 se desempeña en el Centro de Investigación del Instituto de Medicina Tropical de La Habana Pedro Kouri, donde comenzó como responsable del laboratorio de arbovirus.
En 1986 se convirtió en Jefa del departamento de virología y, desde 2016, es la directora del Instituto.
Además, es la presidenta de la Sociedad Cubana de Microbiología y Parasitología, directora del Centro Colaborador OPS/OMS para el estudio del dengue y su control, y es miembro de la Academia de Ciencias de Cuba, de la Academia Mundial de Ciencias y de la Organización para las Mujeres en Ciencia para el Mundo en Desarrollo. También es jurado del Premio de Microbiología “Carlos Juan Finlay” de la Unesco.
En 2012 recibió el Premio al Mérito Científico del Ministerio de Salud Pública de Cuba, la máxima distinción que otorga dicho organismo.
Es miembro del Grupo Científico Asesor de la Organización Mundial de la Salud (OMS) sobre el Origen de Nuevos Patógenos.
En 2022 fue galardonada con el premio L'Oreal UNESCO a Mujeres en Ciencia por su trabajo sobre el tratamiento, prevención y patogénesis del dengue, siendo la primera mujer del Caribe en obtener dicho reconocimiento.
Según un estudio de 2007, es la segunda personalidad de la ciencia cubana con mayor producción e impacto, luego de Rosa María Más Ferreiro. 
A 2022 ha publicado más de 300 artículos científicos, posee 7 patentes, fue investigadora principal de 70 proyectos y profesora titular de 130 cursos.